# Briquetia sonorae
Briquetia sonorae är en malvaväxtart som beskrevs av P.A. Fryxell. Briquetia sonorae ingår i släktet Briquetia och familjen malvaväxter. Inga underarter finns listade i Catalogue of Life.